# Masakazu Suzuki
Masakazu Suzuki (鈴木 政一, Suzuki Masakazu) est un footballeur japonais né le 1er janvier 1955. Il évoluait au poste de défenseur.

## Palmarès d'entraîneur
- Finaliste de la Coupe d'Asie des clubs champions en 2001
- Champion du Japon en 2002
- Vice-champion du Japon en 2001
- Finaliste de la Coupe de la Ligue japonaise en 2001

## Distinctions personnelles
- Élu meilleur entraîneur du championnat du Japon en 2001 et 2002